# Ponikiew Mała (osada)
Ponikiew Mała – zniesiona osada w Polsce, położona w województwie mazowieckim, w powiecie ostrołęckim, w gminie Goworowo.
W latach 1975–1998 miejscowość należała administracyjnie do województwa ostrołęckiego.
Miejscowość pod nazwą Ponikiew Mała z nadanym identyfikatorem SIMC jest w zestawieniach archiwalnych TERYT. W roku 2008 miejscowość została usunięta z rejestru TERYT.